# Róger Flores
Róger Flores Solano (San José, 1959. május 26. –) Costa Rica-i válogatott labdarúgó, edző.

## Fordítás
- Ez a szócikk részben vagy egészben  a   Róger Flores című angol Wikipédia-szócikk fordításán alapul.  Az eredeti cikk szerkesztőit annak laptörténete sorolja fel. Ez a jelzés csupán a megfogalmazás eredetét és a szerzői jogokat jelzi, nem szolgál a cikkben szereplő információk forrásmegjelöléseként.